# Ypsolopha
Ypsolopha  is een vlindergeslacht uit de familie spitskopmotten (Ypsolophidae). De wetenschappelijke naam is voor het eerst geldig gepubliceerd in 1796 door Latreille.

## Soorten
De volgende soorten zijn bij het geslacht ingedeeld:
- Ypsolopha acerella Ponomarenko, Sohn & Zinchenko, 2011[1]
- Ypsolopha acuminata (Butler, 1878)
- Ypsolopha albiramella (Mann, 1861)
- Ypsolopha albistriata (Issiki, 1930)
- Ypsolopha albistriatus (Issiki, 1930)
- Ypsolopha aleutianella (Beutenmüller, 1889)
- Ypsolopha alpella (Denis & Schiffermüller, 1775)
- Ypsolopha amoenella (Christoph, 1882)
- Ypsolopha angelicella (Busck, 1903)
- Ypsolopha arizonella (Busck, 1903)
- Ypsolopha asperella (Linnaeus, 1761)
- Ypsolopha atrobrunnella Ponomarenko & Sohn, 2011[1]
- Ypsolopha auratus Moriuti, 1977
- Ypsolopha barberella (Busck, 1903)
- Ypsolopha blandella (Christoph, 1882)
- Ypsolopha buscki Heppner, 1982
- Ypsolopha cajaliella Vives, 2003
- Ypsolopha canariella (Walsingham, 1881)
- Ypsolopha cervella (Walsingham, 1881)
- Ypsolopha chazariella (Mann, 1866)
- Ypsolopha cockerella (Busck, 1903)
- Ypsolopha colleaguella Baraniak, 2007[2]
- Ypsolopha contractella (Caradja, 1920)
- Ypsolopha coriacella (Herrich-Schäffer, 1855)
- Ypsolopha costibasella (Caradja, 1939)
- Ypsolopha crispulella (Berg, 1875)
- Ypsolopha cristata Moriuti, 1977
- Ypsolopha cultrix (Meyrick, 1924)
- Ypsolopha delicatella (Busck, 1903)
- Ypsolopha dentella (Fabricius, 1775)
- Ypsolopha dentiferella (Walsingham, 1881)
- Ypsolopha diana (Caradja, 1939)
- Ypsolopha distinctatus Moriuti, 1977
- Ypsolopha divisella (Chrétien, 1915)
- Ypsolopha dorsimaculella (Kearfott, 1907)
- Ypsolopha electropa (Meyrick, 1914)
- Ypsolopha elongata (Braun, 1925)
- Ypsolopha ephedrella (Christoph, 1873)
- Ypsolopha eremella (Amsel, 1935)
- Ypsolopha excisella (Lederer, 1855)
- Ypsolopha exsularis (Meyrick, 1937)
- Ypsolopha falcella (Denis & Schiffermüller, 1775)
- Ypsolopha falciferella (Walsingham, 1881)
- Ypsolopha flavistrigella (Busck, 1906)
- Ypsolopha flavus (Issiki, 1930)
- Ypsolopha fractella (Chrétien, 1915)
- Ypsolopha frustella (Walsingham, 1881)
- Ypsolopha fujimotoi Moriuti, 1964
- Ypsolopha gerdanella (Busck, 1903)
- Ypsolopha helva J.C. Sohn & C.S. Wu, in Sohn et al., 2010
- Ypsolopha heteraula (Meyrick, 1927)
- Ypsolopha horridella (Tritschke, 1835)
- Ypsolopha indecorella (Rebel, 1903)
- Ypsolopha instabilella (Mann, 1866)
- Ypsolopha japonica Moriuti, 1964
- Ypsolopha kristalleniae Rebel, 1916
- Ypsolopha leptaula (Meyrick, 1927)
- Ypsolopha leuconotella (Snellen, 1884)
- Ypsolopha lonicerella Stökl, 1922
- Ypsolopha longus Moriuti, 1964
- Ypsolopha lucella (Fabricius, 1775)
- Ypsolopha lutisplendida Sohn & Wu, 2011[1]
- Ypsolopha lyonothamnae (Powell, 1967)
- Ypsolopha maculatella (Busck, 1906)
- Ypsolopha manella (Busck, 1903)
- Ypsolopha manniella (Staudinger, 1880)
- Ypsolopha melanocnista (Meyrick, 1938)
- Ypsolopha melanofuscella Ponomarenko & Zinchenko, 2013
- Ypsolopha mienshani (Caradja, 1939)
- Ypsolopha minotaurella (Rebel, 1916)
- Ypsolopha mucronella (Scopoli, 1763)
- Ypsolopha nebulella (Staudinger, 1871)
- Ypsolopha nella (Busck, 1903)
- Ypsolopha nemorella (Linnaeus, 1758)
- Ypsolopha nervosella (Zerny, 1940)[3]
- Ypsolopha nigrimaculata Byun et Park, 2001
- Ypsolopha nigrofasciata Yang, 1977
- Ypsolopha oliviella (Busck, 1903)
- Ypsolopha parallela (Caradja, 1939)
- Ypsolopha parenthesella (Linnaeus, 1761)
- Ypsolopha parodaula (Meyrick, 1938)
- Ypsolopha persicella (Fabricius, 1787)
- Ypsolopha pseudoparallela J.C. Sohn & C.S. Wu, in Sohn et al., 2010
- Ypsolopha querciella (Busck, 1903)
- Ypsolopha rubrella (Dyar, 1902)
- Ypsolopha rhytidota (Meyrick, 1938)
- Ypsolopha saitoi Moriuti, 1964
- Ypsolopha sarmaticella (Rebel, 1917)
- Ypsolopha sasayamanus (Matsumura, 1931)
- Ypsolopha satellitella (Staudinger, 1871)
- Ypsolopha scabrella (Linnaeus, 1761)
- Ypsolopha scenites (Meyrick, 1909)
- Ypsolopha schwarziella (Busck, 1903)
- Ypsolopha sculpturella (Herrich-Schäffer, 1854)
- Ypsolopha semitessella (Mann, 1861)
- Ypsolopha senex (Walsingham, 1889)
- Ypsolopha seniculella (Christoph, 1872)
- Ypsolopha sequella (Clerck, 1759)
- Ypsolopha sordida J.C. Sohn & C.S. Wu, in Sohn et al., 2010
- Ypsolopha straminella Ponomarenko & Zinchenko, 2013
- Ypsolopha striatella (Busck, 1903)
- Ypsolopha strigosus (Butler, 1879)
- Ypsolopha sublucella (Walsingham, 1881)
- Ypsolopha sylvella (Linnaeus, 1767)
- Ypsolopha tesselatidorsata Ponomarenko & Zinchenko, 2011[1]
- Ypsolopha trichonella (Mann, 1861)
- Ypsolopha tsugae Moriuti, 1977
- Ypsolopha undulatella (Busck, 1906)
- Ypsolopha unicipunctella (Busck, 1903)
- Ypsolopha uniformis (Filipjev, 1929)
- Ypsolopha ustella (Clerck, 1759)
- Ypsolopha vintrella (Busck, 1906)
- Ypsolopha vittella (Linnaeus, 1758)
- Ypsolopha walsinghamiella (Busck, 1903)
- Ypsolopha yangi Ponomerenko & Sohn, 2011[1]
- Ypsolopha yasudai Moriutu, 1964